# 남카메룬

기

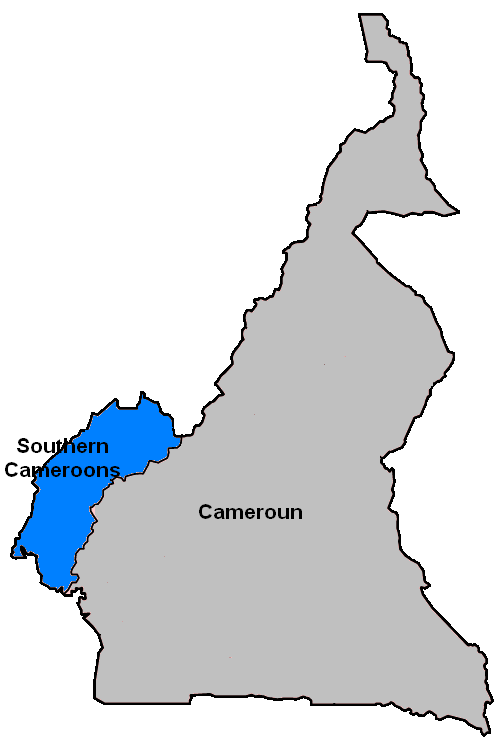
남카메룬이 푸른색이다.

남카메룬(Southern Cameroons)은 서아프리카 영국령 카메룬의 대영 제국 위임통치령의 남부 지역이었다. 1961년 이후로 카메룬 공화국의 일부이며 북서부주와 남서부주를 이룬다. 1994년 이래로 이 영토의 압력 단체들이 카메룬으로부터의 독립을 강구하고 나섰으며 암바조니아 공화국이 2006년 8월 31일 SCAPO(Southern Cameroons Peoples Organisation)에 의해 선언되었다.

## 같이 보기
- 암바조니아
- 바카시반도
- 비아프라